# Trun (wieś)
Trun (ros. Трун) – wieś (sieło) w Rosji, w Kraju Permskim, w rejonie czernuszyńskim. W 2010 liczyła 629 mieszkańców.